# Crystal Fighters
Crystal Fighters es una banda inglesa-española de música indie rock 
y electrónica formada en 2007 en Londres, Inglaterra y en Navarra, España. La banda es conocida principalmente por sencillos como «You And I» o «Love Is All I Got». Su álbum debut Star of Love fue lanzado en octubre de 2010 en Gran Bretaña y en abril de 2012 en Estados Unidos, con el sello Atlantic Records. Su segundo álbum, titulado Cave Rave, fue lanzado el 27 de mayo de 2013.

## Historia

### Formación y primeros años
'Crystal Fighters' está formado por Sebastian (líder vocalista y guitarra), Gilbert (sintetizadores, guitarras, txalaparta) y Graham (guitarra y txalaparta), junto con Laure y Mimi (voces).
Sebastián y Gilbert eran viejos amigos, mientras que Gilbert y Graham se conocieron en diferentes fiestas. Entonces los tres comenzaron a crear bajo la influencia de diferentes estilos musicales antes de conocer a Laure y Mimi. Además, ahora en sus conciertos cuentan con la colaboración de un batería.
El grupo toma su nombre de una opera inacabada compuesta por el abuelo de Laure durante sus últimos y dementes meses de vida. Laure encontró por casualidad el manuscrito mientras limpiaba la solitaria casa del anciano en mitad del campo del País Vasco. Pronto se obsesionó con los intrigantes garabatos de su interior, y decidió compartirlo con el resto. Cautivada por los presumiblemente proféticos manifiestos, la banda tomó el nombre de la obra en un intento de mantener vivo el espíritu salvaje y trastornado del abuelo...

### Instrumentos y estilo
La banda utiliza tanto guitarras electrónicas y acústicas, como sintetizadores, percusión, e instrumentos de tradición folclórica vasca en su música. Utilizan la txalaparta en muchas de sus canciones, un instrumento similar al xilófono, construido en madera, tocado por dos personas situadas una frente a otra. También utilizan un tamboril y el txistu (pequeña flauta de tres agujeros).
El estilo de 'Crystal Fighters' es una fusión de géneros - música dance progresiva junto con melodías tradicionales del folk vasco, así como sintetizadores, bajos wonk-funk, con influencia de ritmos ochenteros del punk y la música experimental electrónica española de bandas como Aviador Dro, Las Vulpes y Dulce Venganza. La música de la banda, deja ver sus raíces vascas en muchas de sus canciones: el 'riff' de 'Champion Sound' está sacado de la folclórica 'Sagar Dantza'. En cambio 'In The Summer' se basa en los sonidos del Carnaval de Lantz en Navarra. Paul Lester, periodista de The Guardian, ha descrito su estilo como "lo que ocurriría si viajáramos 100 años atrás, dejásemos caer un montón de equipamiento de grabación en una remota aldea vasca y dejaran hacer a los aldeanos su música folclórica con sus propios medios"
Su estilo único ha llevado a NME a decir que "Crystal Fighters han destacado como uno de los proyectos, de largo, más interesantes del panorama actual, con un sonido genuinamente nuevo."

### Etapa Kitsuné
En 2008, la popular web de música Palms Out Sounds destacó la canción 'I love London' y la fama de la nueva banda comenzó a crecer. Esto lleva al lanzamiento de dos sencillos a través del sello Kitsuné en 2009.
En 2009, la banda también grabó un video para 'Robot Restroom' con Tom Neville and Henry Benett, aunque nunca llegó a ser publicada. La banda también fue elegida como el representante español en Diesel U Music, y lanzados por MySpace Music en el Reino Unido, uno de los eventos mediáticos más esperados de 2009.
Crystal Fighters publicó "Xtatic Truth" con Kitsuné en mayo de 2009.
Llamó la atención de Nick Grimshaw de la BBC Radio 1, quien lo hizo "El sencillo de la semana", todo un logro para el primer sencillo de una banda.
El sencillo también recibió elogios entre publicaciones 'dance' e 'indie', consiguiendo ser el sencillo de la semana para NME y el disco del mes para Mixmag.
La canción fue adquirida por Kitsuné e incluida en su recopilatorio "Maison 7". También fue incluida en el recopilatorio de Annie Mac. Así como en la serie de televisión Skins. Donde aparece en el episodio 7 de la cuarta temporada, durante el transcurso de una fiesta.
La canción fue remezclada por Arcade, Lvis 1990, Micromattic, Radioproof, Tomoki & Nono, MayBB, Magistrates, Renaissance Man, Kitch n Sync, Veneno, Chesus & Rodski, Douster, Kukuxu, Photomachine y Totally Enormous Extinct Dinosaurs.
El segundo sencillo de la banda 'I Love London' fue lanzado con Kitsuné en diciembre de 2009. La repercusión de la publicación llevó a la banda a estar entre los 5 artistas más blogueados de todo el mundo. Cuenta con la voz de Mimi, quien también baila en el video dirigido por Martin Zahringer.
Como el primer lanzamiento, la pista llamó la atención BBC Radio 1, siendo pinchada por Nick Grimshaw y Rob de Bank.
Con el lanzamiento del sencillo, Mixmag publicó un reportaje de seis páginas de la banda. La revista también colocó la canción en el número 91 del Top 100 de los discos de 2008.
Kitsuné también la incluyó en su recopilatorio Maison 8.
El remix de Delta Heavy de la canción se puede escuchar en la película de Michael Caine: 'Harry Brown'.
La canción también fue remezclada por: 80kidz, Arne Blackman, Baroque, Brackles, Chambouche, Douster, Golau Glau, In Fragranti, Lorcan Mak, Marco Del Horno, Matt Walsh & Alex Jones, Qoso, Chesus & Rodski, Zombie Disco Squad, The Slips, The Boogaloo Crew, She Is Danger, Paparazzi, Kid Cola, Is Tropical, Highbloo, Culture Prophet, Archie Hamilton, Goldierocks, Femme En Fourrure y Delta Heavy.

### 2010-2012:Star of LoveyLove is All I Got
'Star of Love' es el nombre del primer álbum de Crystal Fighters. Fue lanzado con gran éxito de crítica en Gran Bretaña el 4 de octubre de 2010 a través del sello de la propia banda: Zirkulo. En Europa, PIAS tiene los derechos del álbum, y será publicado en Australia a través de Liberator Music.
La BBC los calificó de "acertado primer disparo, esporádicamente emocionante" mientras Artrocker dijo de ellos que son "una fuente de raro talento que no deberías perderte". Mojo Magazine los puntuó con un 4 sobre 5, puntualizando que tienen "una emocionante atmósfera de caranaval... única y altamente adictiva". The Fly dijo que "un disco con tanta energía y tan deliciosamente sucio como sus ya reconocidos directos".
La colección de canciones ahonda en los temas de la obra del abuelo de Laure. Temas que incluyen los insondables misterios del universo, el turbulento viaje de estar en paz con la muerte, el triunfo del amor y la omnipotencia del sol. "Star Of Love" (Estrella de Amor) es realmente un acrónimo de SOL. Cada canción cuenta una historia, en el fondo y en la forma, y cada historia tiene sus conexiones crípticas con el oscuro y atormentado mundo de la ópera.
El primer sencillo sacado del disco fue "In the Summer", lanzado en julio de 2010 a través de Zirkulo. Fue escogido por BBC Radio 1 y XFM como disco de la semana. El disco se ganó el apoyo de Zane Lowe, Nick Grimshaw y Rob de Bank. El videoclip fue dirigido por Tobias Stretch.
"In The Summer" fue remezclado por: Brookes Brothers, Canblaster, dBridge, Sepalcure, Tek-One, Shortstuff, French Fries, Malente, Telapathe, Genuine Guy, Screendeath, Gohan, Hungry Man, Picture House, SRC y Streetlife DJs.
Fue publicado el 27 de septiembre de 2010. Originalmente una canción, la canción pasa de una corriente incesante de conciencia sacada de un gran canto melódico medieval ('Swallow'), a una incendiaria y rapera explosión flamenca ('Follow').
'Follow' fue remezclado por: Consequence, D/R/U/G/S, Etienne Jaumet, LOL Boys, Jay Weed, Diskjokke, Roksonix, Spieltrieb, Out One y Simon Bookish. Swallow fue remezclado por Angger Dimmas, FuntCase y Ruckspin.
'At Home' se lanzó en marzo de 2011. Fue incluida en la selección de BBC Radio 1 y fue el disco de la semana para Devin Griffin el 21 de febrero de 2010.
Uno de los puntos débiles del grupo era la actuación en vivo de sus vocalistas femeninas originales, lo que se ha solucionado con la incorporación de la cantante inglesa Ellie Fletcher, la que rápidamente terminó desplazando a Laure y Mimi. Las vocalistas originales siguen en el grupo solamente aportando su imagen en algunas presentaciones en vivo.
El videoclip de este sencillo, dirigido por Ian Pons Jewell se publicó en septiembre de 2010, con una gran acogida por parte de sus fanes, tanto españoles como ingleses.

## Directos

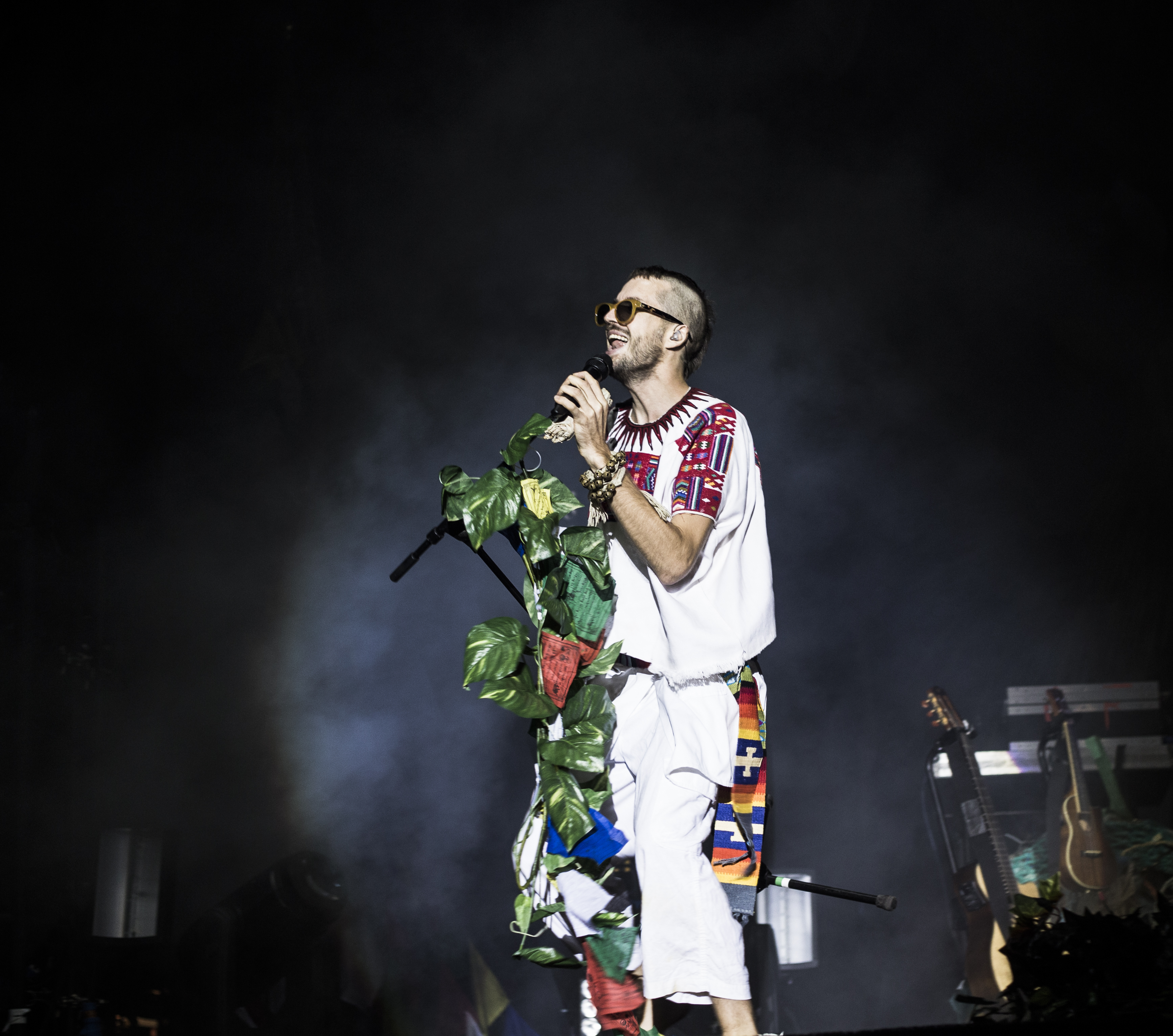
Crystal Fighters en su actuación en el Festival Internacional de Benicasim de 2015

En un principio, los directos de la banda tomaban el formato de una ópera, transmitiendo la historia de cada canción y provocando reacciones evocativas en el público a través del arte de la interpretación. Ahora incluso sin su faceta más interpretativa, su reputación sigue creciendo como uno de los directos más de vanguardia, más desgarradores de la actualidad. Las actuaciones tan dramáticas y artísticas de la banda han pasado a ser legendarias, con Mixmag destacándolos como "El espectáculo más excitante de la música dance actual.” Dazed & Confused ha dicho "no hay nada más vivo y lleno de energía que Crystal Fighters”.
En los dos últimos años, la banda ha actuado en más de 100 conciertos a través de más de 15 países. 2010 llevó a la banda a los más grandes festivales, incluyendo Glastonbury, Bestival, V Festival, Leeds Festival, Creamfields, Lovebox, Secret Garden Party y Isle of Wight Festival.
Alrededor del mundo han tocado en SXSW, StereoSonic (Australia), Eurosonic, C/O Pop (Alemania), Creamfields España, Lowlands (Holanda), Suprette (Suiza), Emmaboda (Suecia), Electric Picnic (Irlanda) y Bergenfest.
Telonearon a Foals en su gira por Reino Unido en noviembre de 2010 y protagonizaron su propia gira por Reino Unido en octubre de ese mismo año.
Actuaron en el multitudinario FIB (Festival internacional de Benicássim) en 2011 consiguiendo ser uno de los conciertos mejor valorados del festival.
En 2011, planean girar por toda Europa.
En 2012 actúan en el festival Arenal Sound en Borriana (Castellón).
El 29 de agosto de 2013 presentan en primicia mundial su nuevo disco Cave Rave en las famosas cuevas de Zugarramurdi, en Navarra (España). Un concierto con solo 300 invitados que presencian el nuevo directo de la banda inglesa-española con claras influencias de la música tradicional vasca. Unas cuevas donde las celebraciones paganas tenían lugar en la antigüedad y que, en el Proceso Inquisitorial de 1609 a 1614, fueron presentadas como prueba evidente de que en Zugarramurdi se desarrollaban actos donde se ejercía la brujería. Además de Crystal Fighters en esa fiesta también tocaron otros artistas como los vizcaínos Belako y el sexteto navarro Wilhelm And The Dancing Animals. 
En 2013 llevan su directo a Murcia en el festival SOS 4.8 y en septiembre al Kutxa Kultur Festival de San Sebastián, Guipúzcoa.
En 2014 actúan en el BBK Live de Bilbao y 101 Sun Festival de Málaga, siendo uno de los principales reclamos y vuelven a repetir en el Arenal Sound de Castellón ese mismo año. También aparecen en Santiago de Compostela dentro del programa principal de las fiestas de la ciudad.
En 2018 actúan en la gala de los EMA(European Music Awards) de la cadena MTV en el estadio San Mames en Bilbao como teloneros del grupo inglés Muse.

## Cine y televisión
Crystal Fighters interpretó ‘Champion Sound’ y ‘Xtatic Truth’ en Later With Jools Holland en octubre de 2010.  Se puede ver a Mimi sentada en el escenario durante la representación, pero sin cantar.
Aparecieron en Channel 4 en el programa 'Abbey Road Debuts', un nuevo programa de música de los productores de ‘Live from Abbey Road’
Dos canciones de su álbum aparecieron en la serie de televisión Skins. 'Xtatic Truth' interpretada en el episodio 7 de la cuarta temporada y 'With You' en el episodio 3 de la quinta temporada, cuando Mini ve a Nick durmiendo junto a Liv. 'I Do This Everyday' apareció en el anuncio de la serie durante febrero de 2011.
El remix de Delta Heavy de la canción se puede escuchar en la película de Michael Caine: 'Harry Brown'.
Realizaron un pequeño documental sobre ellos "4Play: Crystal Fighter", emitido el viernes 25 de febrero de 2011, en el británico 'Channel 4'
La pista 'Plage', fue utilizada en 2011 en un anuncio de televisión para Target.
En 2012, en la serie norteamericana "Teen Wolf", se escogió el sencillo "At home" para el último capítulo de la segunda temporada.
En 2012, en el anuncio del teléfono móvil Sony Xperia T suena la canción "Follow".
En 2013, en el capítulo Piloto de la serie "Reign" aparece el tema "Follow"
La canción "Follow" también forma parte de la banda sonora del videojuego FIFA 13.
En la serie de televisión Cougar Town y Gossip Girls se puede escuchar el tema "Champion Sound".
Para el videojuego FIFA 14 repiten como parte de la banda sonora con su canción "Love Natural".
En 2014, se escogió el sencillo "At Home" para la banda sonora de la campaña  'El fin de semana es tuyo' de la empresa alimentaria Casa Tarradellas.
En 2016 aparece el tema "At Home" en la película "The Space Between Us"

## Discografía

### Álbumes de estudio
- Star of Love (2010)
- Cave Rave (2013)
- Everything Is My Family (2016)

### Álbumes de remix
- Star of Love Remixes (2012)